# ナシチャンプル

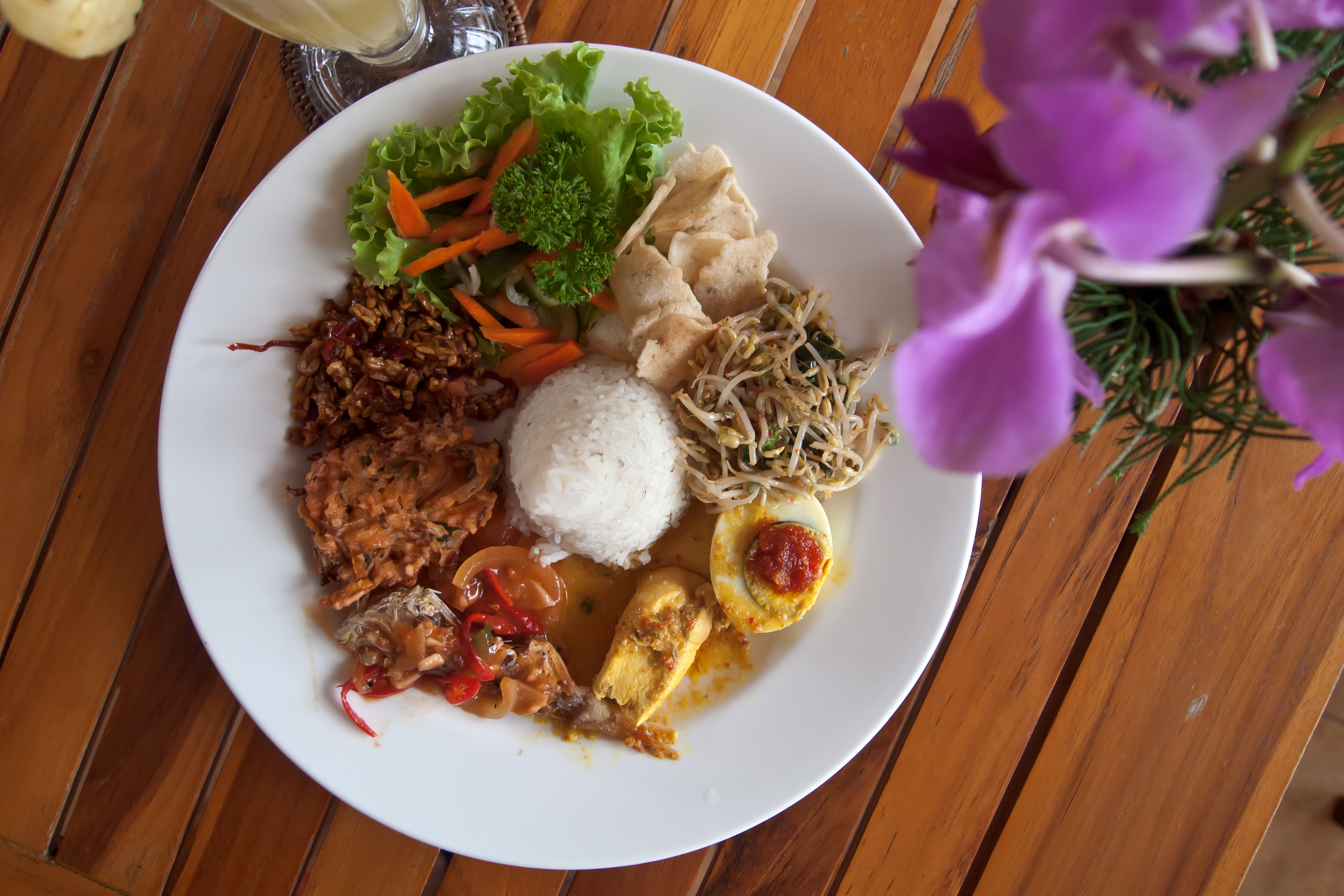
レストランのナシチャンプル

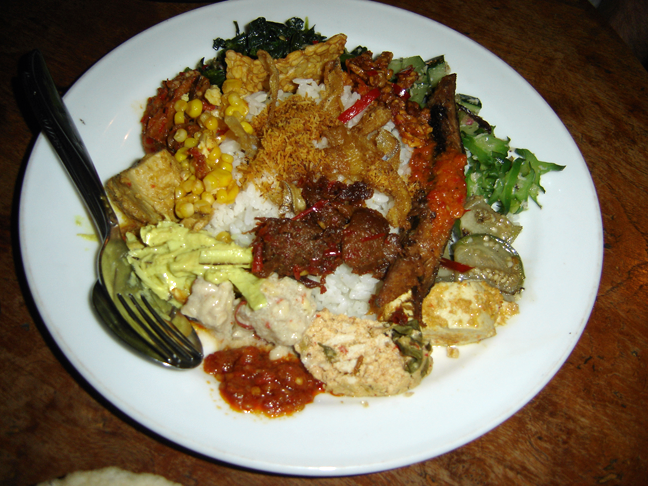
バリのナシチャンプル

ナシチャンプル(nasi campur)は、インドネシアおよびその周辺地域のマレーシア、シンガポールなどで見られる、ご飯を盛った皿にお好みで選択したおかずを乗せる形式の食事、転じてその料理名である。
インドネシア語やマレー語でnasiは「ご飯」、campurは「混合、混ぜる（ごちゃ混ぜにする）」の意味であるが、韓国のビビンバ（「混ぜご飯」の意）のように必ずしも混ぜ合わせて食べるということではなく、「複数のおかずを寄せ集めて乗せたご飯」の意味が強い。

## スタイル
ナシチャンプルはポピュラーなローカルフードであり、屋台やレストランや食べられている。食器をできるだけ使わないで食事をするのはこの地域の文化であり、日本の丼物にも通じる部分がある。同じようなおかず、同じようなスタイルで家庭でも食べられているが、具体的な料理名を示しているわけではないので家庭ではこの言葉で呼ぶことは少ない。
店で食べる際はスプーンとフォークが用意されているが、右手のみを使って食べる人も多い。そのためフィンガーボールも用意されていることが多い。料理の選び方や支払方法は、一膳飯屋（まいどおおきに食堂など）やカフェテリアに似ていて、基本的には客が好みで料理を選んで最後にそれを精算するのが一般的である。但し外国人向けのレストランなどではあらかじめおかずが選択されていて客が選べない場合もある。基本的にワンプレートに納めるが店で複数の人数で取り分けて食べる場合はこの限りではない。また、スープ類は例外で別の食器を使うが、中にはそれもご飯の上からかけてしまう人もいる。屋台では持ち帰りも出来、この場合は油紙に全体を包んでさらに新聞紙で包んだり、袋に入れてくれる。スープはビニール袋に入れてくれる。なお、昔は油紙を使わずバナナの葉を用いていた。

## 食材
ナシチャンプルのご飯はたいてい普通の白飯であるが、ココナッツジュースをいれて炊いたものや、ターメリックを入れて黄色くしたご飯(nasi kuning)を選べる場合もある。マレーシアの場合は、ご飯にココナッツジュースを入れて炊いたご飯を使うことが多いが、この場合はナシチャンプルとは呼ばず、このご飯の名をとってナシレマ(nasi lemak)と呼ばれる場合が多い。これは「脂ご飯」の意味であり、脂はココナッツジュースに含まれるココナッツオイルを指している。インドネシア語でナシウドゥッ(nasi uduk)に相当するが、これはコメの調理方法を表した名前であり、おかずが重要なナシチャンプルとは意味が変わってくる。
乗せるおかずはたいていインドネシア料理やマレー料理ということになるが、食材は肉、野菜、ピーナッツ、玉子、テンペ、クルプックなどが多く、そしてテーブルソースにもおかずにもなるサンバルも欠かせない。どちらの国もムスリムが多いので豚肉は使わないことが多く、またヒンドゥー教徒も一定数居るので牛肉も避ける場合が多く、肉料理は圧倒的に鶏肉の場合が多い。野菜類の料理は一部の地域を除き、火をよく通してある。熱帯ということもあり食中毒防止のため、香辛料を多く使い、濃い味付けの料理や、パームオイルで揚げた料理も多いが、味付けは地方によってかなり変わる。